# ويلكينسون
ويلكينسون (بالإنجليزية: Wilkinson)‏ هو منتج أسطوانات وملحن ودي جيه بريطاني، ولد في 18 أبريل 1989 في لندن في المملكة المتحدة.

## وصلات خارجية
- الموقع الرسمي
- ويلكينسون على موقع ميوزك برينز (الإنجليزية)
- ويلكينسون على موقع أول ميوزيك (الإنجليزية)
- ويلكينسون على موقع ديسكوغز (الإنجليزية)
- ويلكينسون على موقع ديسكوغز (الإنجليزية)